# Umiarkowanie

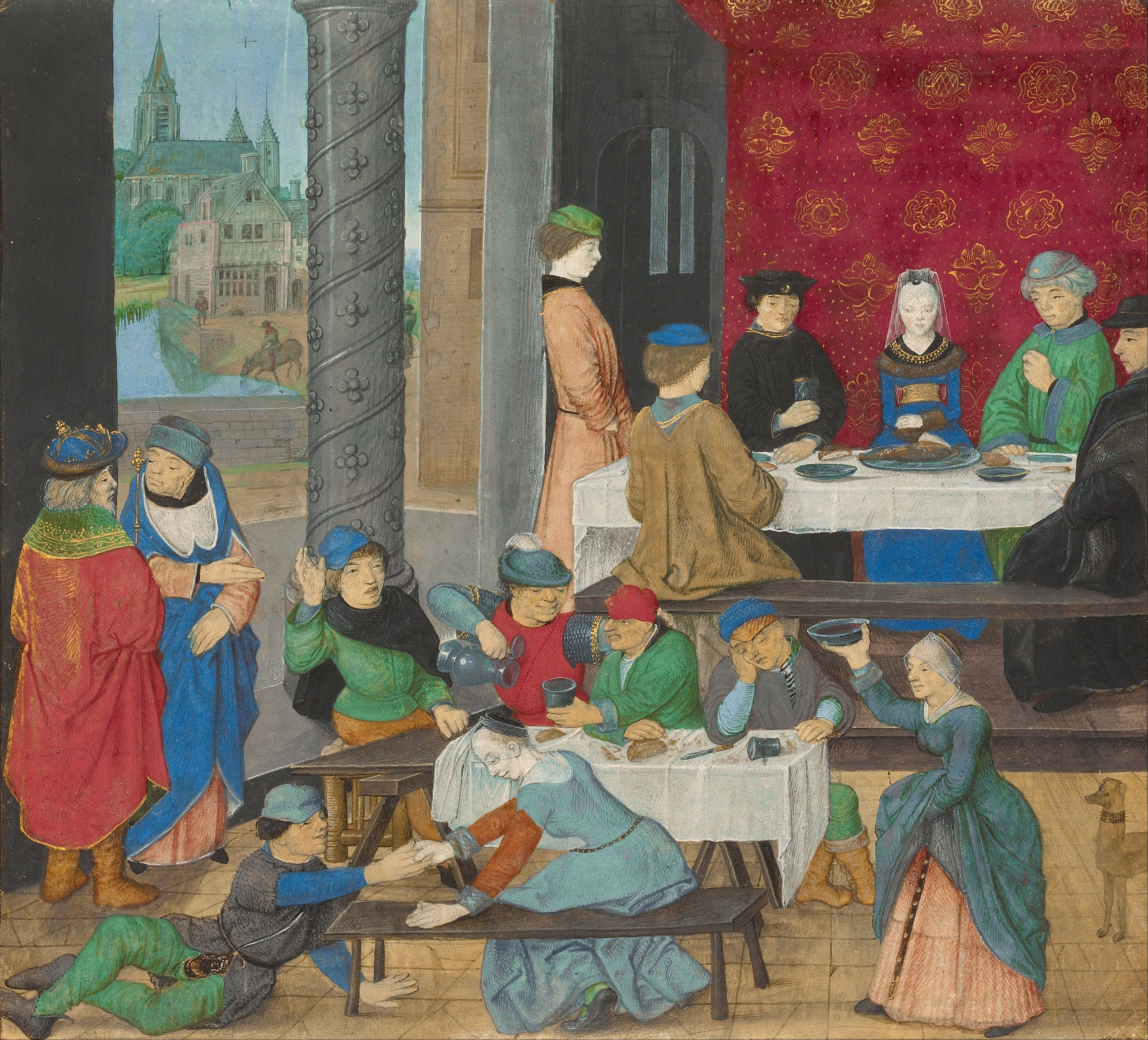
Umiarkowanie i nieumiarkowanie; Mistrz Modlitewnika Drezdeńskiego, iluminacja w Faits et dits mémorables, 1470-1475.

Umiarkowanie, wstrzemięźliwość, umiar (stgr. σωφροσύνη, sophrosyne, łac. temperantia) – cnota moralna, która polega na używaniu rozumu dla panowania nad własnymi popędami, emocjami, instynktami i potrzebami. Oznacza umiejętność korzystania z dóbr materialnych zgodnie z ich celem. Zapewnia panowanie woli nad popędami. Stawia pragnieniom pewne granice. Wywodzi się ze starożytnej cnoty sophrosyne, mającej szersze i bardziej zróżnicowane znaczenie.

## Starożytna sophrosyne
W okresie archaicznym cnota ta wiązała się z takimi cechami jak rozwaga czy trzeźwość myśli. Przypisywano jej szczególnie mądrym bohaterom (Odyseusz, Nestor) czy wzorcowym żonom (Penelopa). W tej epoce, podkreślającej heroiczną areté, sophrosyne nie była jednak najwyżej cenioną cnotą.
W okresie klasycznym życie zaczęło się koncentrować wokół polis i życia osiadłego, sophrosyne  stała się jedną z cnót naczelnych, warunkujących posiadanie innych cnót, i będących niezbędnym warunkiem dobrego życia. Sophrosyne zaczęto łączyć z rozsądkiem, trzeźwością osądu, właściwym zachowaniem w społeczeństwie, unikaniem ekscesu, podporządkowaniem się dyscyplinie i była związana z utrzymaniem porządku społecznego, opiewaną przez greckich dramaturgów (np. Oresteja Ajschylosa).   
Platon uczynił z sophrosyne jedną z czterech cnót naczelnych. Koncepcja ta w późniejszych wiekach ulegnie chrystianizacji i przyjmie postać czterech cnót kardynalnych. Każda z cnót naczelnych odpowiadała zarówno części duszy, jak i społeczeństwa. Sophrosyne dla Platona polegała na samokontroli, ograniczaniu się w zaspokajaniu popędów i rządz, posłuszeństwu, sprawowała więc kontrolę nad pożądliwą częścią duszy, i związana była z ludźmi pracy: rolnikami, rzemieślnikami i handlarzami.
W odmienny sposób ujmował sophrosyne Arystoteles. Była to cnota odnosząca się do panowania nad trzema żądzami cielesnymi: jedzeniem, piciem i seksualnością. Była to cnota "słusznego środka", pomiędzy dwoma skrajnościami: rozwiązłością czy niepowściągliwością, oraz niewrażliwością  niedostatecznym odczuwaniem czy brakiem potrzeb. Sophrosyne została tym samym sprowadzona do cielesnego wymiaru i pozbawiona swoich znaczeń politycznych, duchowych czy intelektualnych.
W starożytnym Rzymie, sofrosyne uległo latynizacji i zaczęto ją tłumaczyć jako temperantia. Szczególnie wpływowe były teksty Cycerona, odnoszące temperantię również do życia politycznego, jak i do retoryki

## Chrześcijańska temperantia

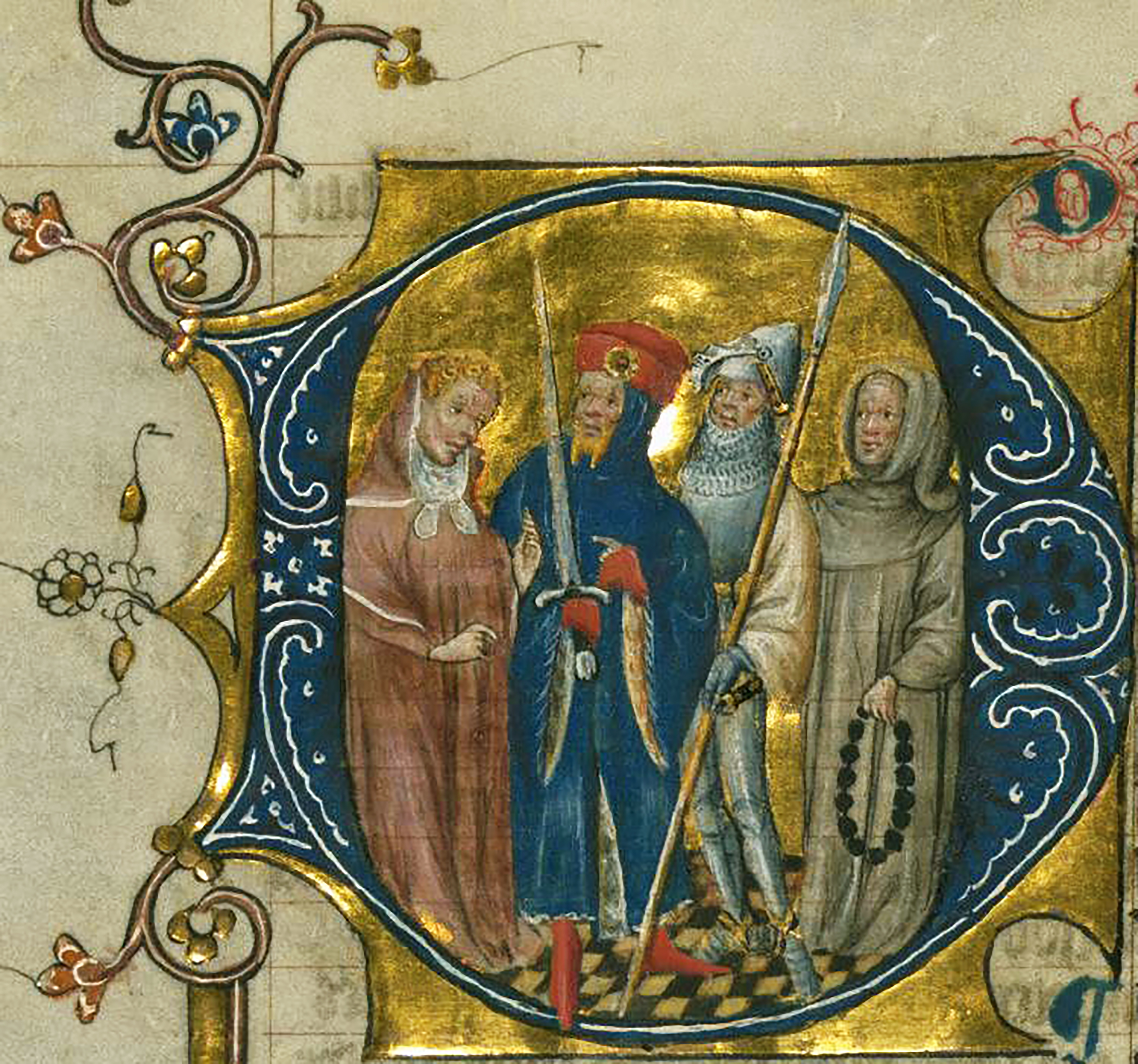
Umiarkowanie jako jedna z cnót kardynalnych (pierwsza z prawej) przedstawiona jako mnich. Dirc van Delft, ok. 1400-1404

Wczesne chrześcijaństwo było niechętnie nastawione do dziedzictwa filozoficznego, stopniowo jednak dokonywało recepcji wybranych elementów, m.in. pojedynczych cnót, włączając je w swoje nauki moralne. Sophrosyne była szczególnie przez nich poważana, a jej pogańskie znaczenie wzbogacono o takie aspekty jak świętość (stgr. ἁγνεία - hagneia) i czystość (stgr. καθαρότης - katharotes). Sophrosyne miała pozwolić zbliżyć się do Boga poprzez surowe, ascetyczne życie. Ojcowie Kościoła szukali chrześcijańskich przykładów tej cnoty, odnajdując ją w takich postaciach jak Józef, Zuzanna, Judyta, czy we fragmentach Nowego Testamentu (Mt  5,28 i 19,12, Łk 12,35-38). Odwoływało się do niej wiele z ośmiu błogosławieństw (Mt 5,3-10, Łk 6,20-21). Naczelnym przykładami tej cnoty byli Jezus oraz Maria.   
Zachodnie chrześcijaństwo oddawało sophrosyne jako temperantia. W tej postaci stała się jedną z chrześcijańskich cnót kardynalnych. Jej rola rosła wraz z rozwojem monastycyzmu, gdzie uznawano ją za kluczową do zachowania ślubów zakonnych (czystości, ubóstwa i posłuszeństwa). Ta wysoka pozycja była jej przypisywana zarówno przez monastycyzm wschodni (Ewagriusz z Pontu), jak i zachodni (Jan Kasjan). Cnota ta była wymieniana również jako jedna z siedmiu cnót głównych, przeciwstawianych siedmiu grzechom głównym.  
W średniowieczu, za sprawą scholastyki powrócono do analizy starożytnych tekstów poświęconych tej cnocie (w szczególności pism Cycerona i jego komentatorów, np. Marcjanusa Kapelli). W oparciu o to, rozwinęło się średniowieczne i nowożytne, chrześcijańskie ujęcie cnoty umiarkowania (temperantia), która nie tylko była cnotą moralną, ale i popularnym motywem w sztuce, aż do czasów współczesnych.
Wraz z ponownym odkryciem pism Arystotelesa nawiązywano również do jego koncepcji sophrosyne, dokonując jej wyraźnego przekształcenia. Temperantia była nadal uznawana za jedną z czterech cnót kardynalnych i siedmiu cnót głównych, ale zaczęła być rozumiana w duchu Arystotelesa. Tomasz z Akwinu, za Stagirytą, widział w umiarkowaniu cnotę cielesną, pozwalającą kontrolować spożycie pokarmów, napojów i potrzeby seksualne. Zgodnie z tym, wydzielił trzy pochodne od temperantii cnoty: wstrzemięźliwość, trzeźwość oraz czystość. O ile wstrzemięźliwość i trzeźwość były cnotami umiaru i środka (podobnie jak u Arystotelesa), cnota czystości polegała na jak najdalszym ograniczaniu i kontrolowaniu popędu seksualnego Akwinata rozumiał cnotę umiarkowania jako wyraz naturalnego upodobania w tym, co piękne, gdyż niesie w sobie zachowanie proporcji oraz zachowuje postępowanie w odniesieniu do pragnień zmysłowych w zgodzie z rozumem, co jest podstawą każdej cnoty

## Ikonografia

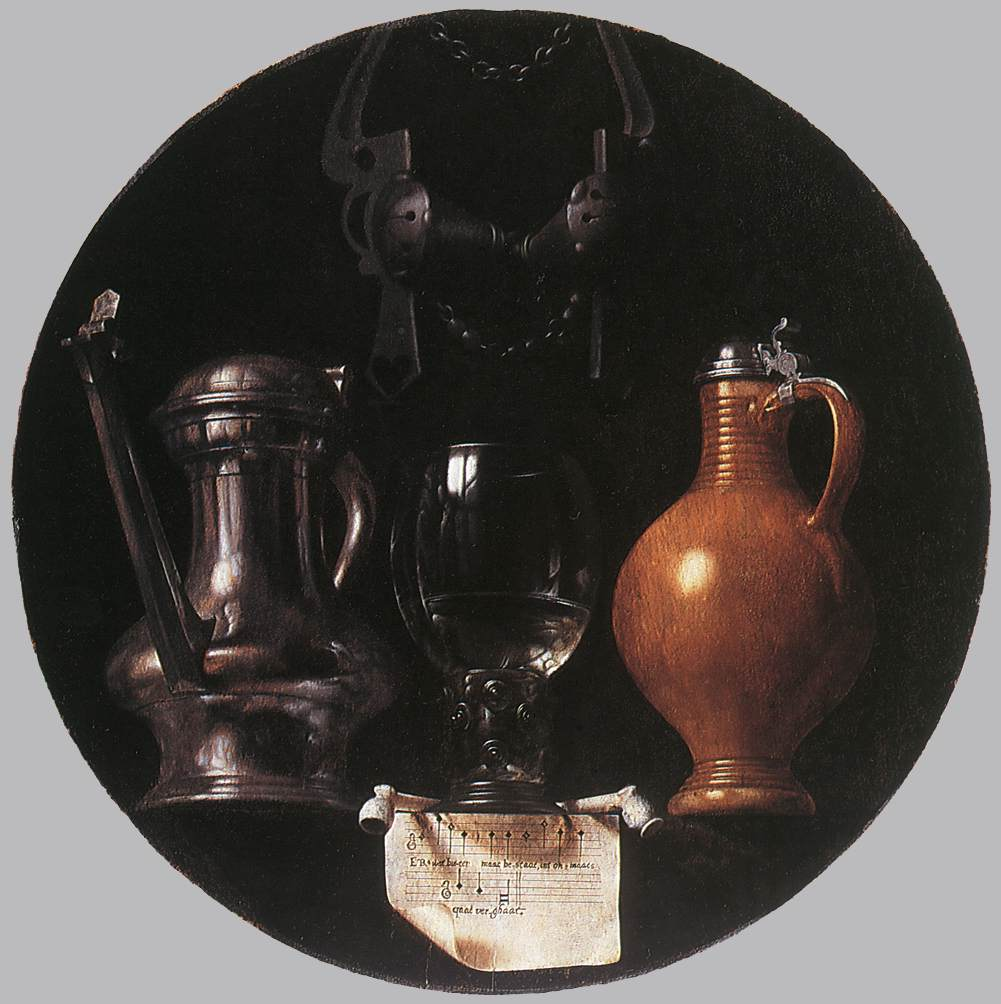
Johannes Torrentius, Martwa natura z wędzidłem, olej na desce, 1614. Symbolami umiarkowania (wstrzemięźliwości) są wędzidło oraz puchar stojący między dzbanami z wodą i winem

W starożytności sophrosyne nie była przedstawiana alegorycznie. Jej ikonografia jako jednej z chrześcijańskich cnót kardynalnych (temperantia) ukształtowała się w średniowieczu, a rozwinęła w nowożytności. Była przedstawiana jako kobieta z następującymi atrybutami (występującymi niekiedy jako samodzielne symbole) :
- uprząż jako symbol powstrzymywania się; najczęściej jest trzymana w ręce, czasami jej koniec jest trzymany w ustach[16][15] ;
- przelewająca wodę z dzbana (amfory) do kielicha z winem; rozcieńczanie wina symbolizuje trzeźwość[15] ;
- dzban i pochodnia, symbolizujące seksualną wstrzemięźliwość (woda gasi płomień)[15] ;
- klepsydra lub zegar, symbolizujące uporządkowane życie[15] ;
- wielbłąd - zwierzę odporne na trudy pustyni i mogące długo powstrzymać się od picia[17];
- młyn[18];
- miecz schowany do pochwy[9].

Postaciami wiązanymi z cnotą byli Scypion Afrykański Starszy, Perykles i Cyncynat.
Przeciwstawną wobec tak przedstawianej cnocie umiarkowania był gniew, przedstawiany jako kobieta rwąca włosy i odzież .
Symbolami nieumiarkowania były butelka oraz centaur (pół człowiek - pół zwierzę, wiązany też z pijaństwem).
Odmienne, ezoteryczne znaczenie ma karta umiarkowania, jedno z Arkanów Wielkich tarota.